# Mele
Mele is een gemeente in de Italiaanse provincie Genua (regio Ligurië) en telt 2630 inwoners (31-12-2004). De oppervlakte bedraagt 16,9 km², de bevolkingsdichtheid is 164 inwoners per km².
De volgende frazioni maken deel uit van de gemeente: Acquasanta, Biscaccia, Fado, Ferriera/Fondocrosa.

## Demografie
Mele telt ongeveer 1188 huishoudens. Het aantal inwoners daalde in de periode 1991-2001 met 4,7% volgens cijfers uit de tienjaarlijkse volkstellingen van ISTAT.
| Jaar | Inwoneraantal |
| ---- | ------------- |
| 1991 | 2764          |
| 2001 | 2634          |

## Geografie
De gemeente ligt op ongeveer 125 m boven zeeniveau.
Mele grenst aan de volgende gemeenten: Bosio (AL), Genua, Masone.

## Galerij

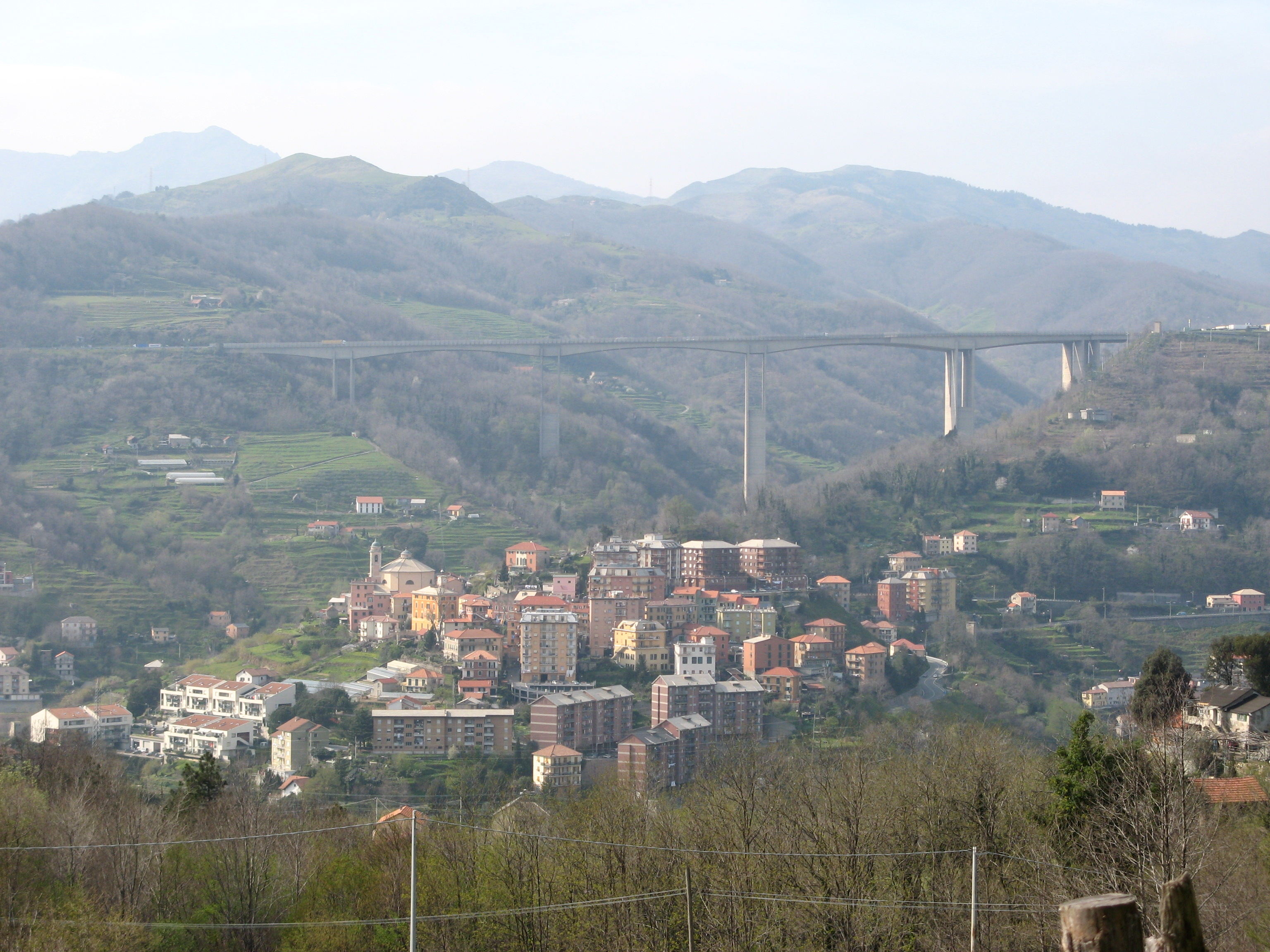
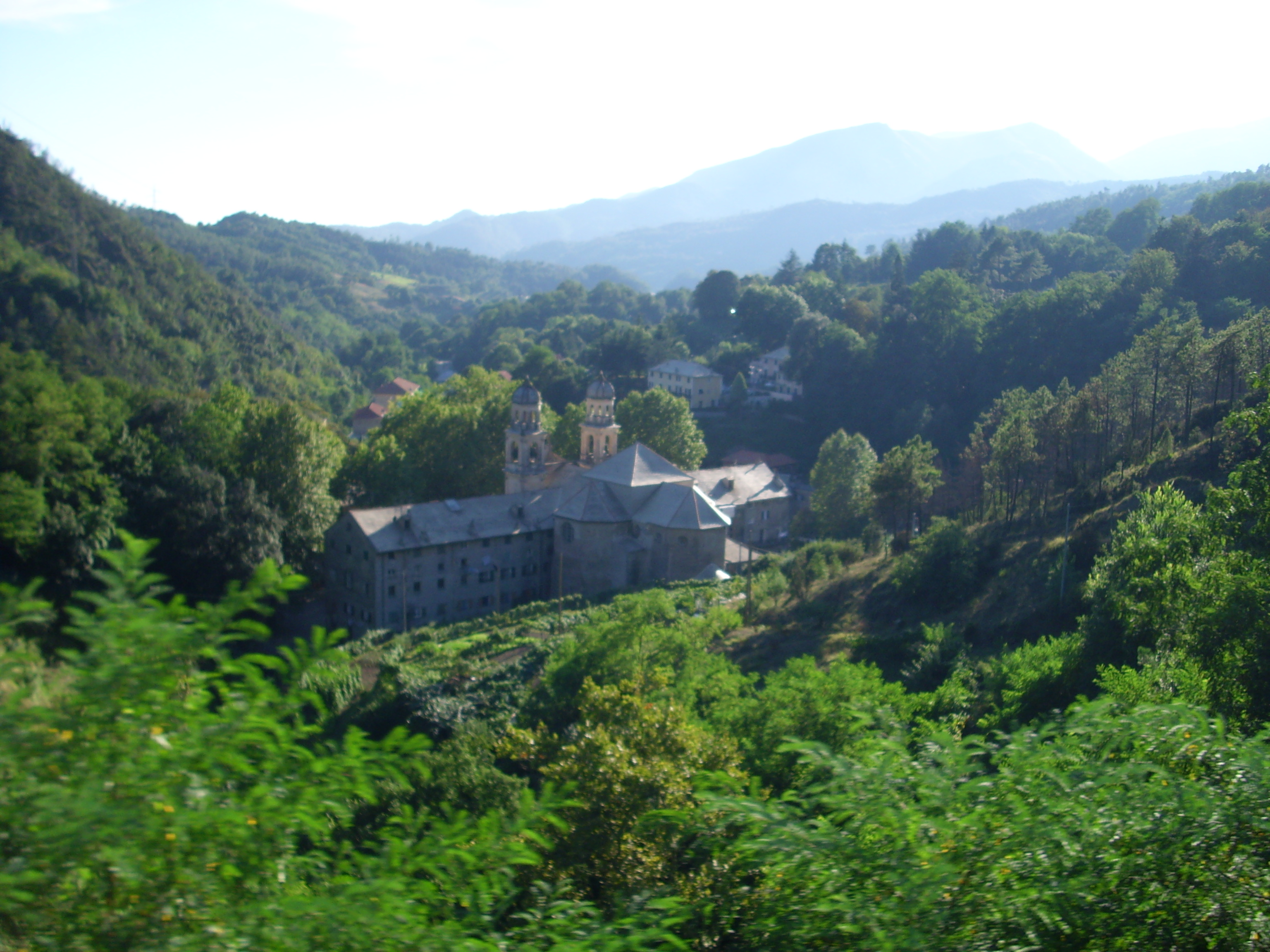
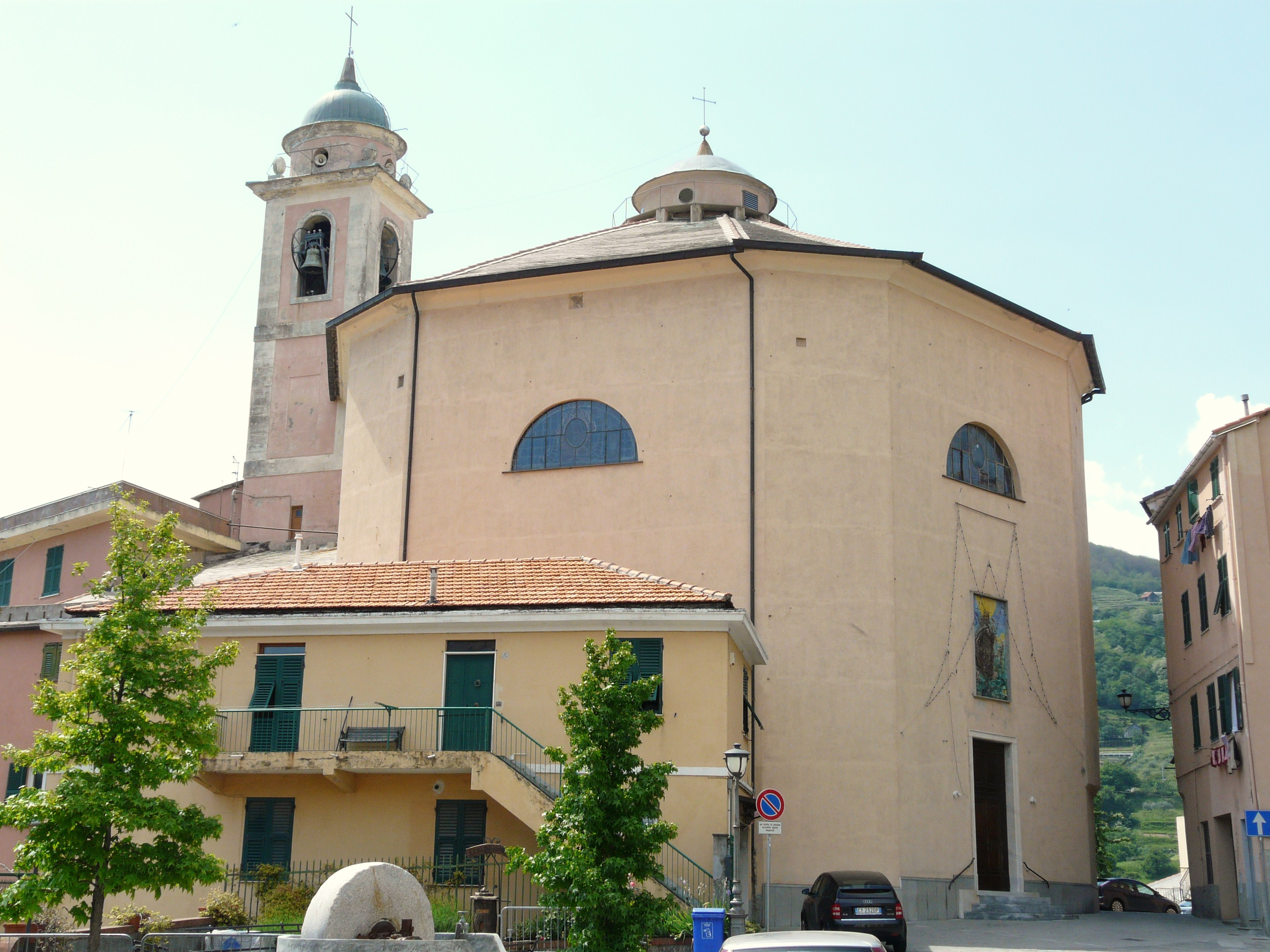
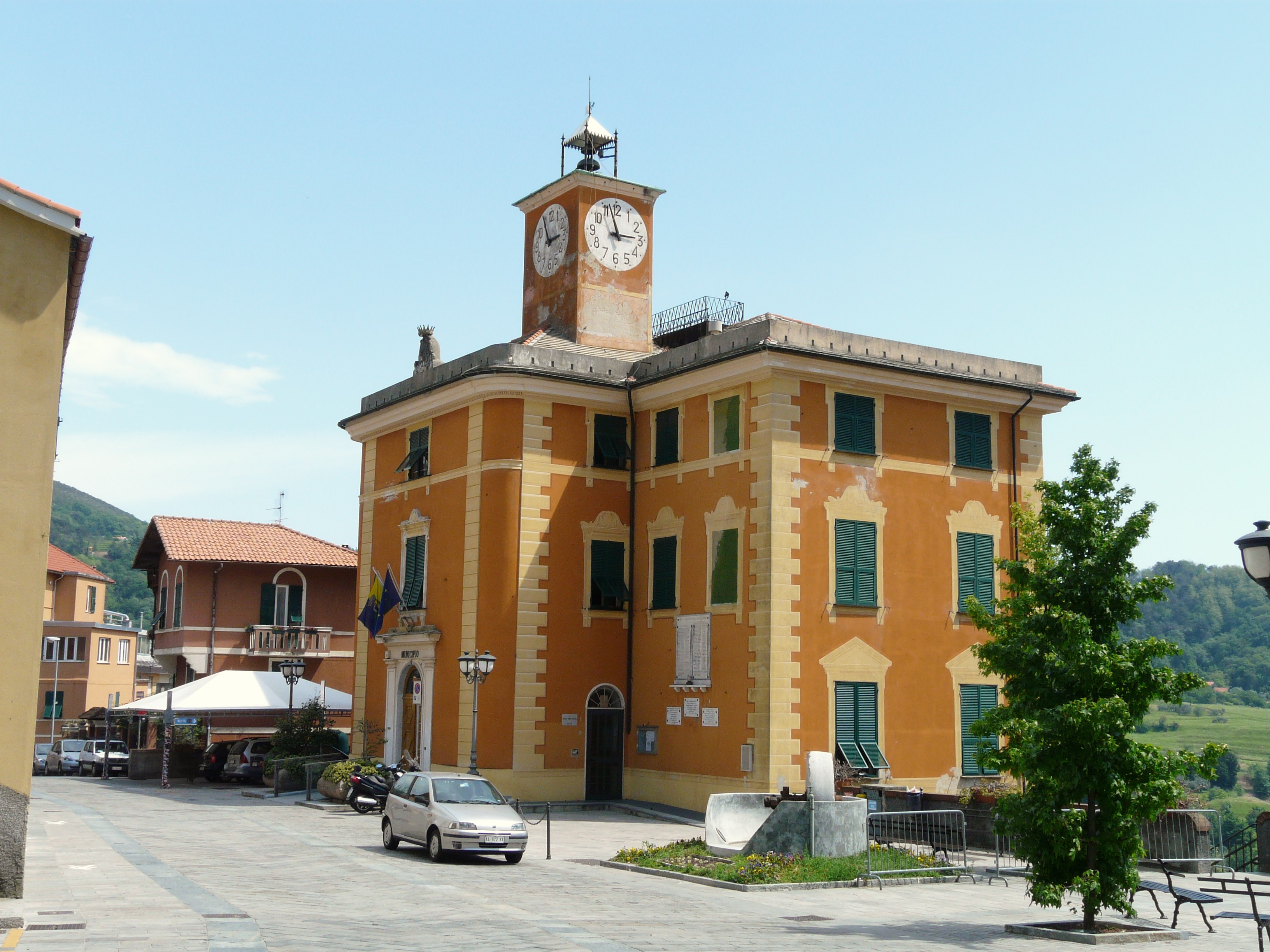